# Short drink

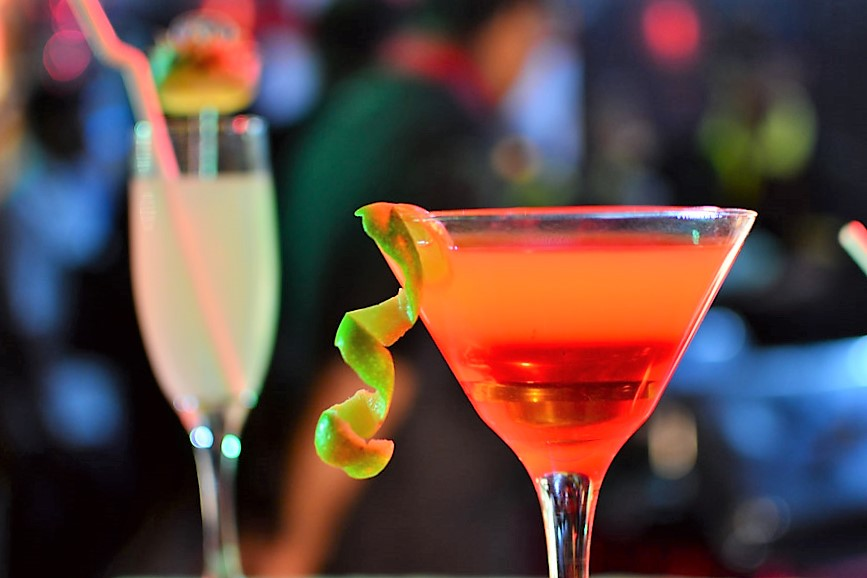
short drinks, ici deux cocktails différents.

Le short drink (boisson courte) est un cocktail dont le volume est typiquement de 5 à 7 cl maximum, dans les exceptions jusqu'à 10 cl maximum.

## Description
La plupart des cocktails classiques sont des boissons courtes. Il existe quatre styles typiques :
- Boissons courtes alcoolisées fortes classiques
- Cocktails de desserts
- Mélanges pour champagne, prosecco et vins mousseux
- Short

Le premier groupe est souvent à base de vodka, gin ou whisky, puis très souvent de vermouth. Il s'agit en particulier des apéritifs et des digestifs plus forts. Ils sont souvent prolongés avec de la glace ou du soda. Si la quantité de liquide est fortement augmentée, le résultat est un long drink - avec le même taux d'alcool absolu mais plus faible en termes relatifs.
Le deuxième groupe comprend les digestifs « moins alcoolisés » ainsi que les flips et les laits de poule.
En revanche, ce que l'on appelle un short ne comporte généralement que 2 à 4 cl. Dans l'histoire des cocktails, les shorts sont encore un phénomène de mode récent et sont généralement bus en une seule fois dans le cadre d'un rituel.